# Bruchidius anusurindrii
Bruchidius anusurindrii là một loài bọ cánh cứng trong họ Bruchidae. Loài này được Hayden miêu tả khoa học năm 1892.